# 家庭保护法 (伊朗)
1967年，巴列维王朝通过了一系列进步的家庭法，即《家庭保护法》，授予了妇女家庭权利；这些内容在1975年的《家庭保护法》中得到了扩展。在1979年伊朗伊斯兰革命重新采用伊斯兰教法之后，该法案被废除。但是仍然可以看到，它在时代上非常领先，尤其是在穆斯林占多数的国家。 
今天，该法案的部分条款已经在伊朗被重新采用，并且还有一些其他条款正在考虑中。例如，1967年的这一法案设立了家庭事务特别法庭。这些法庭在革命后被解散，但是1979年又重新设立了特别民事法院，以就与家庭法，继承权和婚姻生活有关的问题进行裁决。同样，一些立法上的变化使家庭事务在最低结婚年龄，子女监护权以及妇女的离婚理由等领域上朝着更加进步的方向发展。

## 历史

### 1975年之前
1906年，伊朗颁布了第一部宪法。随后的几年，包括家庭法在内的一系列法律得以颁布。
在1930年代，有12项什叶派教法将儿童的婚姻，离婚，合法性和监护权纳入民法典（Qānūn-emadanī）中。这十二项法律是在1930年代制定和修订的。婚姻和离婚必须在1931年《婚姻法》（第1041条）通过后在国家注册处进行注册
1962年，伊朗法律认为妇女与未成年人，罪犯和精神病患者处于同一阶级：她们不能投票，不能代表公职，不允许自己的孩子监护，不能工作或结婚。他们的男性“受益人”可以随时离婚（无论是否有先知，通过丈夫简单的一句话就可以离婚），并且可能面对第二，第三或第四任妻子在场随时随地回家-无需任何法律，财务或情感手段。即使在父亲去世后，他们也无法成为子女的监护人。他们无法将其公民身份转让给子女；的确，如果他们嫁给一个非伊朗人，他们的公民身份就会受到威胁。他们从父亲的遗产中继承了其兄弟所得的一半，而在没有孩子的情况下则从丈夫的遗产中继承了四分之一，如果有孩子，则从丈夫的遗产中继承了八分之一。
1967年，提出了两项家庭保护法案。 伊朗议会代表，包括Mehrangiz Dowlatshahi，提出了后来成为法律的法案。 女参议员Manhouchehrian提出了一项更具进步性的法案，该法案由15名参议员签署。 但是，当一些媒体对进步法案进行夸大其词时，Manhouchehrian不得不离开德黑兰，直到宣传失败，对她安全的潜在威胁消退了。结果，直到1975年，有关一夫多妻制和子女监护权的家庭法条款才得到处理。尽管如此，《家庭保护法》废除了法外离婚，极大地限制了一夫多妻，并设立了专门的家庭法院来处理与新人有关的问题。
保守的神职人员强烈反对《家庭保护法》及其目标。该法案从文书管辖权中删除了一系列有关家庭互动的法律问题，并将其交由家庭法院裁决。因此，神职人员失去了很多权力和权威。
该法律限制了男人关于离婚和一夫多妻制的单方面特权。丈夫必须先向法院申请不和解证明，然后法院将在两方之间进行谈判。

### 1979年以后
1979年伊斯兰革命后，《家庭保护法》被废止。
女孩的结婚年龄恢复为9岁。取消了对一夫多妻制和临时婚姻的限制。 政府征收的麦亥尔（应支付给妻子的婚姻财产）的税款高于一般认为的惯例水平。
1979年9月，修改过的《家庭保护法》的离婚条款在当月23日被采用并通过。它设立了特别民事法院，并于当年11月生效。只有在法官试图调解双方之间的婚姻后，才允许离婚，然后法院将安排审理此案并作出决定。如果双方都同意离婚，则他们将前往婚姻和离婚登记处，并在两名证人面前登记离婚。
此外，最低结婚年龄从9岁移至青春期开始。子女监护权已不再是父亲不可剥夺的权利，现在由特别民事法院决定。1992年的一项法律修订了离婚规定，扩大了妻子的离婚途径，使妇女有更多的理由要求离婚。